# 앤 B. 데이비스

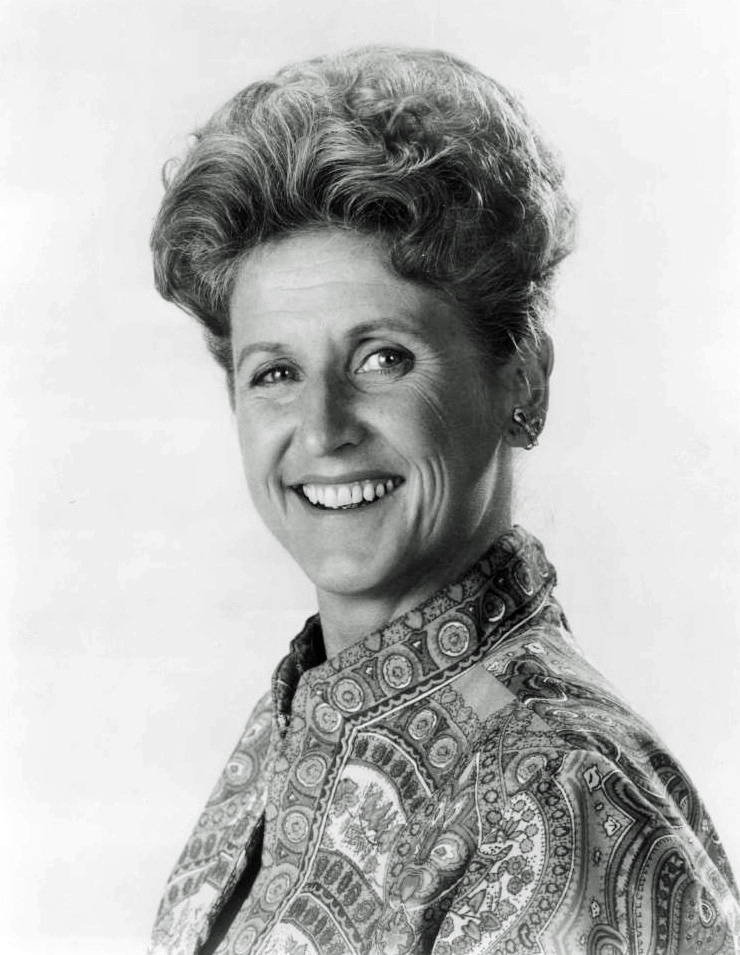

앤 B. 데이비스(Ann B. Davis, 1926년 5월 3일 ~ 2014년 6월 1일)는 미국의 배우, 영화배우, 텔레비전 배우이다.
스키넥터디에서 태어났으며 샌안토니오에서 사망하였다. 사인은 뇌출혈이다.  텍사스주에 매장되었다.

## 방송
- 브래디 번치

## 영화
- 브래디 펀치 (1995년)
- 총알 탄 사나이 3 (1994년)
- 개구쟁이 6남매 (1969년)
- 연인이여 돌아오라 (1961년) - 밀리 역
- 페페 (1960년)
- 베스트 씽스 인 라이프 알 프리 (1956년)
- 피터라 불리는 사나이 (1955년)